# Гулимин-Эс-Смара
Гулимин-Эс-Смара (араб. كلميم السمارة‎) — до 2015 года одна из шестнадцати областей Марокко. Преобразована в область Гулимин — Вади-Нун.
Территория — 71 970 км², численность населения — 401 984 чел. (перепись 2004). Административный центр — город Гулимин. Южная половина области находилась в Западной Сахаре. В сентябре 2015 территория области была разделена между новыми областями Сус — Масса, Гулимин — Вади-Нун и Эль-Аюн — Сегиет-эль-Хамра.

## Административное деление
Область состояла из 5 провинций:
- Провинция Асса-Заг
- Провинция Смара
- Провинция Гулимин
- Провинция Тан-Тан
- Провинция Тата
  - город Акка